# Alexander Povetkin
Alexander Vladimirovich "Sasha" Povetkin (Russo: Алекса́ндр Влади́мирович Пове́ткин; 2 de Setembro de 1979) é um pugilista profissional russo que deteve o título dos pesos pesados da WBA (Regular) de 2011 a 2013 e disputou duas vezes o campeonato unificado de pesos pesados; primeiro contra Wladimir Klitschko pelos títulos WBA (Super), IBF, WBO, IBO, The Ring e linear em 2013 e novamente contra Anthony Joshua pelos títulos WBA (Super), IBF, WBO e IBO em 2018. Como amador ele ganhou medalhas de ouro na divisão de super pesos pesados nos Campeonatos da Europa de 2002 e 2004, Campeonatos do Mundo de 2003 e Olimpíadas de 2004. Em abril de 2020, ele é classificado como o quinto melhor peso pesado ativo do mundo pela BoxRec e o sexto pelo Transnational Boxing Rankings Board e The Ring.

## Cartel
| No. | Resultado | Recorde | Oponente            | Tempo | Round, time   | Data        | Local                                             | Notas                                                                                            |
| --- | --------- | ------- | ------------------- | ----- | ------------- | ----------- | ------------------------------------------------- | ------------------------------------------------------------------------------------------------ |
| 39  | Vitória   | 36–2–1  | Dillian Whyte       | KO    | – (12)        | 22 Aug 2020 | Matchroom Fight Camp, Brentwood, England          | For WBC interim heavyweight title                                                                |
| 38  | Empate    | 35–2–1  | Michael Hunter      | SD    | 12            | 7 Dec 2019  | Diriyah Arena, Diriyah, Saudi Arabia              |                                                                                                  |
| 37  | Vitória   | 35–2    | Hughie Fury         | UD    | 12            | 31 Aug 2019 | The O2 Arena, London, England                     | Won vacant WBA International heavyweight title                                                   |
| 36  | Derrota   | 34–2    | Anthony Joshua      | TKO   | 7 (12), 1:59  | 22 Sep 2018 | Wembley Stadium, London, England                  | For WBA (Super), IBF, WBO, and IBO heavyweight titles                                            |
| 35  | Vitória   | 34–1    | David Price         | KO    | 5 (12), 1:02  | 31 Mar 2018 | Principality Stadium, Cardiff, Wales              | Retained WBA Inter-Continental and WBO International heavyweight titles                          |
| 34  | Vitória   | 33–1    | Christian Hammer    | UD    | 12            | 15 Dec 2017 | Palace of Sporting Games, Yekaterinburg, Russia   | Retained WBO International heavyweight title; Won vacant WBA Inter-Continental heavyweight title |
| 33  | Vitória   | 32–1    | Andriy Rudenko      | UD    | 12            | 1 Jul 2017  | Luzhniki Palace of Sports, Moscow, Russia         | Won vacant WBA Continental (Europe) and WBO International heavyweight titles                     |
| 32  | Vitória   | 31–1    | Johann Duhaupas     | KO    | 6 (10), 2:59  | 17 Dec 2016 | IEC Expo, Yekaterinburg, Russia                   |                                                                                                  |
| 31  | Vitória   | 30–1    | Mariusz Wach        | TKO   | 12 (12) 0:50  | 4 Nov 2015  | TatNeft Arena, Kazan, Russia                      | Retained WBC Silver heavyweight title                                                            |
| 30  | Vitória   | 29–1    | Mike Perez          | TKO   | 1 (12), 1:31  | 22 May 2015 | Luzhniki Palace of Sports, Moscow, Russia         | Retained WBC Silver heavyweight title                                                            |
| 29  | Vitória   | 28–1    | Carlos Takam        | KO    | 10 (12), 0:54 | 24 Oct 2014 | Luzhniki Palace of Sports, Moscow, Russia         | Won WBC Silver heavyweight title                                                                 |
| 28  | Vitória   | 27–1    | Manuel Charr        | KO    | 7 (12), 1:09  | 30 May 2014 | Luzhniki Palace of Sports, Moscow, Russia         | Won WBC International heavyweight title                                                          |
| 27  | Derrota   | 26–1    | Wladimir Klitschko  | UD    | 12            | 5 Oct 2013  | Olympic Indoor Arena, Moscow, Russia              | For WBA (Super), IBF, WBO, IBO, and The Ring heavyweight titles                                  |
| 26  | Vitória   | 26–0    | Andrzej Wawrzyk     | TKO   | 3 (12), 2:28  | 17 May 2013 | Crocus City Hall, Krasnogorsk, Russia             | Retained WBA (Regular) heavyweight title                                                         |
| 25  | Vitória   | 25–0    | Hasim Rahman        | TKO   | 2 (12), 1:46  | 29 Sep 2012 | Alsterdorfer Sporthalle, Hamburg, Germany         | Retained WBA (Regular) heavyweight title                                                         |
| 24  | Vitória   | 24–0    | Marco Huck          | MD    | 12            | 25 Feb 2012 | Porsche-Arena, Stuttgart, Germany                 | Retained WBA (Regular) heavyweight title                                                         |
| 23  | Vitória   | 23–0    | Cedric Boswell      | KO    | 8 (12), 2:58  | 3 Dec 2011  | Hartwall Arena, Helsinki, Finland                 | Retained WBA (Regular) heavyweight title                                                         |
| 22  | Vitória   | 22–0    | Ruslan Chagaev      | UD    | 12            | 27 Aug 2011 | Messe, Erfurt, Germany                            | Won vacant WBA (Regular) heavyweight title                                                       |
| 21  | Vitória   | 21–0    | Nicolai Firtha      | UD    | 10            | 18 Dec 2010 | Max-Schmeling-Halle, Berlin, Germany              |                                                                                                  |
| 20  | Vitória   | 20–0    | Teke Oruh           | KO    | 5 (10), 2:57  | 16 Oct 2010 | Olimpyskiy Sports Palace, Chekhov, Russia         |                                                                                                  |
| 19  | Win       | 19–0    | Javier Mora         | TKO   | 5 (10), 0:50  | 13 Mar 2010 | Max-Schmeling-Halle, Berlin, Germany              |                                                                                                  |
| 18  | Vitória   | 18–0    | Leo Nolan           | KO    | 3 (10), 2:33  | 5 Dec 2009  | MHPArena, Ludwigsburg, Germany                    |                                                                                                  |
| 17  | Vitória   | 17–0    | Jason Estrada       | UD    | 10            | 4 Apr 2009  | Burg-Wächter Castello, Düsseldorf, Germany        |                                                                                                  |
| 16  | Vitória   | 16–0    | Taurus Sykes        | KO    | 4 (10), 1:43  | 19 Jul 2008 | Olimpyskiy Sports Palace, Chekhov, Russia         |                                                                                                  |
| 15  | Vitória   | 15–0    | Eddie Chambers      | UD    | 12            | 26 Jan 2008 | Tempodrom, Berlin, Germany                        |                                                                                                  |
| 14  | Vitória   | 14–0    | Chris Byrd          | TKO   | 11 (12), 1:52 | 27 Oct 2007 | Messe, Erfurt, Germany                            |                                                                                                  |
| 13  | Vitória   | 13–0    | Larry Donald        | UD    | 10            | 30 Jun 2007 | Olympic Indoor Arena, Moscow, Russia              |                                                                                                  |
| 12  | Vitória   | 12–0    | Patrice L'Heureux   | KO    | 2 (10), 1:02  | 26 May 2007 | Jako Arena, Bamberg, Germany                      |                                                                                                  |
| 11  | Vitória   | 11–0    | David Bostice       | TKO   | 2 (10), 2:57  | 3 Mar 2007  | StadtHalle, Rostock, Germany                      |                                                                                                  |
| 10  | Vitória   | 10–0    | Imamu Mayfield      | TKO   | 3 (10)        | 10 Dec 2006 | Olympic Indoor Arena, Moscow, Russia              |                                                                                                  |
| 9   | Vitória   | 9–0     | Ed Mahone           | TKO   | 5 (8), 2:05   | 23 Sep 2006 | Rittal Arena, Wetzlar, Germany                    |                                                                                                  |
| 8   | Vitória   | 8–0     | Livin Castillo      | TKO   | 4 (8), 2:45   | 3 Jun 2006  | TUI Arena, Hanover, Germany                       |                                                                                                  |
| 7   | Vitória   | 7–0     | Friday Ahunanya     | UD    | 6             | 22 Apr 2006 | SAP Arena, Mannheim, Germany                      |                                                                                                  |
| 6   | Vitória   | 6–0     | Richard Bango       | KO    | 2 (6), 2:20   | 4 Mar 2006  | EWE Arena, Oldenburg, Germany                     |                                                                                                  |
| 5   | Vitória   | 5–0     | Willie Chapman      | TKO   | 5 (6), 2:21   | 17 Dec 2005 | Max-Schmeling-Halle, Berlin, Germany              |                                                                                                  |
| 4   | Vitória   | 4–0     | Stephane Tessier    | UD    | 4             | 12 Nov 2005 | Alsterdorfer Sporthalle, Hamburg, Germany         |                                                                                                  |
| 3   | Vitória   | 3–0     | John Castle         | RTD   | 1 (4), 3:00   | 1 Oct 2005  | EWE Arena, Oldenburg, Germany                     |                                                                                                  |
| 2   | Vitória   | 2–0     | Cerrone Fox         | TKO   | 4 (4), 2:37   | 3 Sep 2005  | Internationales Congress Centrum, Berlin, Germany |                                                                                                  |
| 1   | Vitória   | 1–0     | Muhammad Ali Durmaz | TKO   | 2 (4), 1:23   | 11 Jun 2005 | BigBox, Kempten, Germany                          |                                                                                                  |